# Manuel Conthe
Manuel Conthe Gutiérrez (Madri, 23 de abril de 1954) é um advogado e economista espanhol licenciado em direito pela Universidade Autónoma de Madrid (1976), técnico comercial e economista do Estado (1979).